# سوسای (بازیگر)
سوسای (انگلیسی: Sosay؛ زادهٔ ۶ ژانویهٔ ۱۹۸۱) کشتی‌گیر کشتی حرفه‌ای، هنرمند، و بازیگر اهل ایالات متحده آمریکا است.